# Viktorija, Sejšeli
Viktorija (izvirno angleško Victoria, tudi Port Victoria) je glavno mesto Sejšelov, nahaja se na severovzhodnem delu otoka Mahé, ki je največji otok arhipelaga. Mesto je bilo ustanovljeno kot sedež britanske kolonialne oblasti. Od vseh državljanov Sejšelov – 98.972 - jih je leta 2009 kar 25.000 živelo na območju Velike Viktorije, ki vključuje tudi predmestja. Mesto oskrbuje mednarodno letališče, ki je bilo zgrajeno leta 1971.
Največji delež izvoza Viktorije predstavlja vanilja, kokos, kokosovo olje, milo, ribe in gvano.
Glavne znamenitosti mesta so stolpna ura, ki je  replika stolpne ure Vaxhall v Londonu,  sodna palača, Botanični vrt Mont Fleuri, narodni muzej zgodovine, narodni prirodoslovni muzej in tržnica Sir Selwyn Selwyn-Clarke. Tržnica je priljubljeno zbirališče za lokalne prebivalce in je znano po svoji pisanosti. V bližini se nahaja galerija lokalnega umetnika Georgesa Camilleja. Mesto je poznano tudi po nacionalnem stadionu, mednarodni šoli in inštitutu za tehnologijo. Vzhodno od mesta, kjer se nahaja notranje pristanišče, je glavna gospodarska dejavnost ribištvo in konzerviranje. Eden od večjih mostov v mestu je bil porušen leta 2004 zaradi cunamija leta 2004. 
Območje mesta Viktorija obsega tri okrožja:
1. English River (La Riviere Anglaise) (notranji del)
2. Saint Louis
3. Mont Fleuri

Velika Viktorija pa zasede še šest okrožij od vseh 25 okrožij Sejšelov:
1. Mont Buxton
2. Bel Air
3. Roche Caiman
4. Les Mamelles
5. Au Cap
6. Plaisance